# Cassis
 Cassis  (Cassís en occitano)  es una comuna y población de Francia, en la región de Provenza-Alpes-Costa Azul, departamento de Bocas del Ródano, en el distrito de Marsella y cantón de Aubagne-Est.
Su población municipal en 2008 era de 7 793 habitantes.
Está integrada en la Communauté urbaine Marseille Provence Métropole.

## Referencias

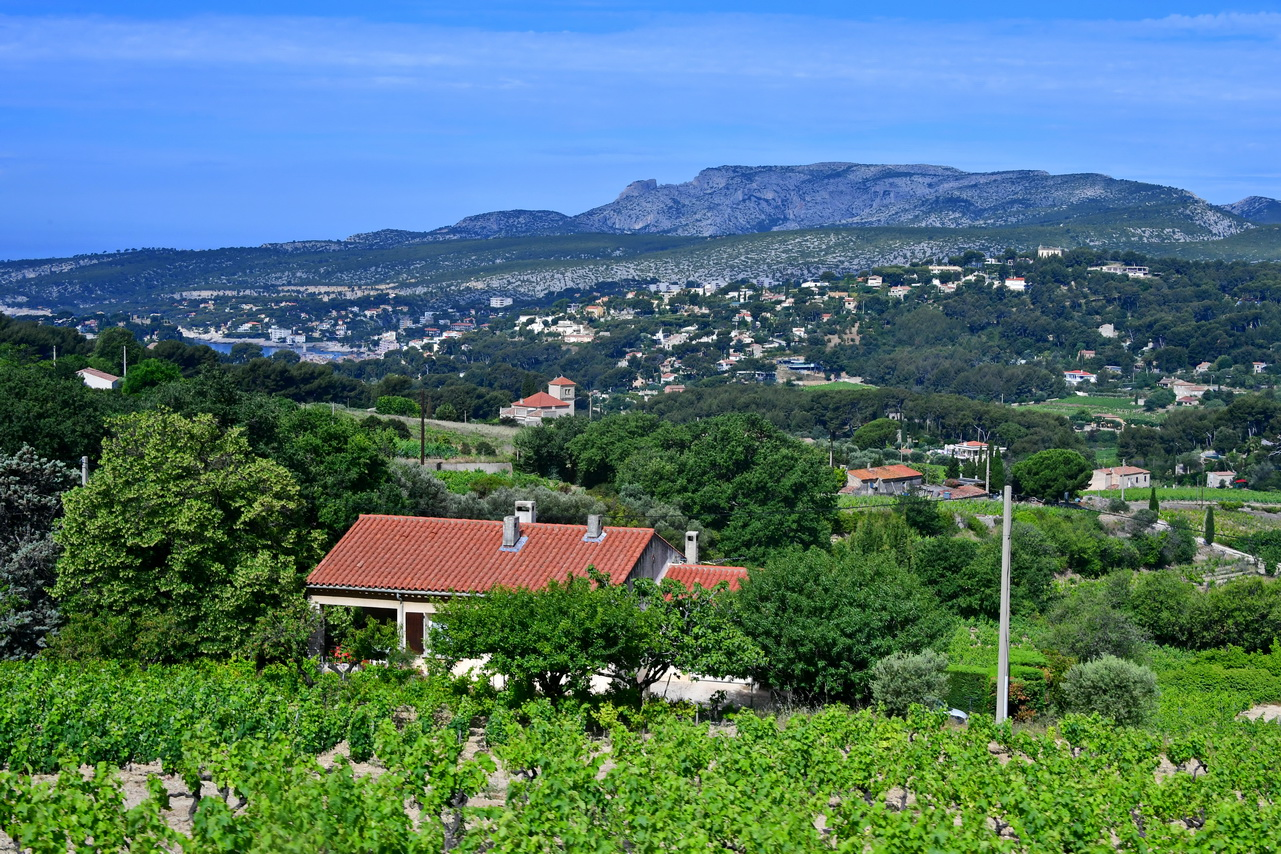
Entrada Cassis

## Demografía
| 2 300 | 1 878 | 2 065 | 1 846 | 2 093 | 2 065 | 2 069 | 2 080 | 2 187 | 2 038 | 1 975 | 1 806 | 1 809 | 1 907 | 1 879 | 1 974 | 1 956 | 1 972 | 1 980 | 1 990 | 2 193 | 2 354 | 2 434 | 2 528 | 2 769 | 3 152 | 3 611 | 4 852 | 5 831 | 6 304 | 7 967 | 8 001 | 7 793 |
| Para los censos de 1962 a 1999 la población legal corresponde a la población sin duplicidades (Fuente: INSEE [Consultar]) |       |       |       |       |       |       |       |       |       |       |       |       |       |       |       |       |       |       |       |       |       |       |       |       |       |       |       |       |       |       |       |       |